# Xestia ashworthii
Xestia ashworthii là một loài bướm đêm trong họ Noctuidae.

## Hình ảnh

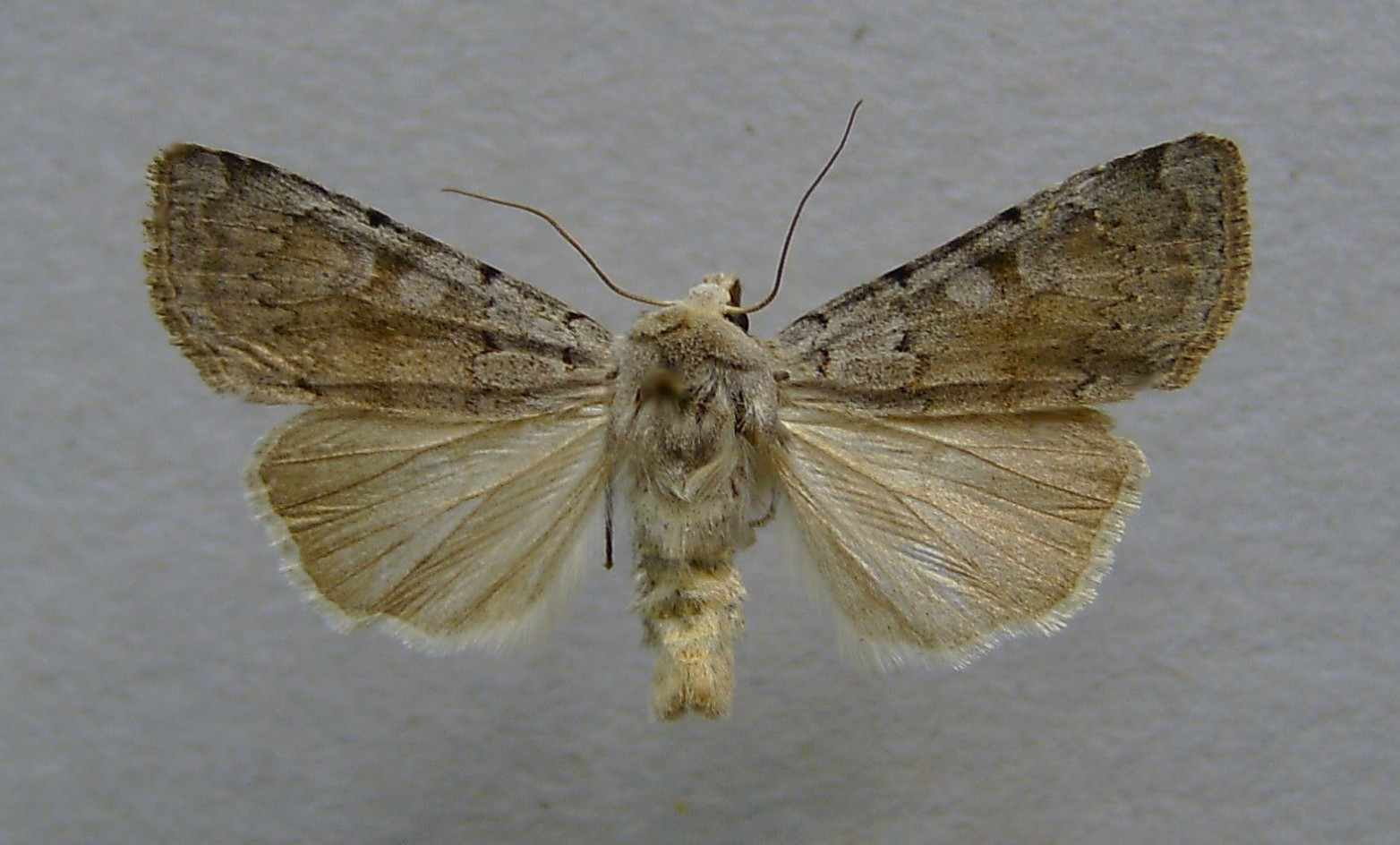
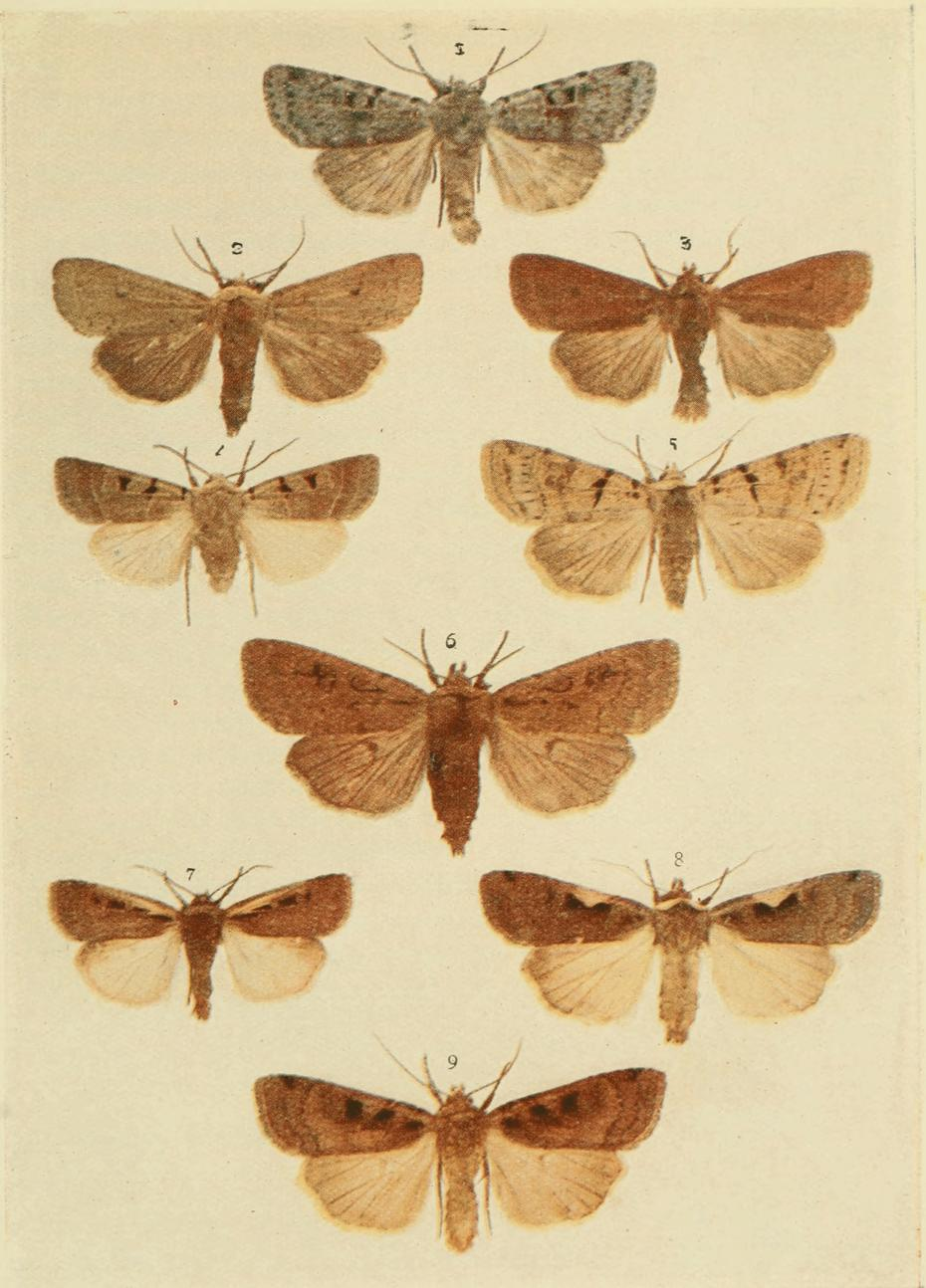